# Materials International Space Station Experiment

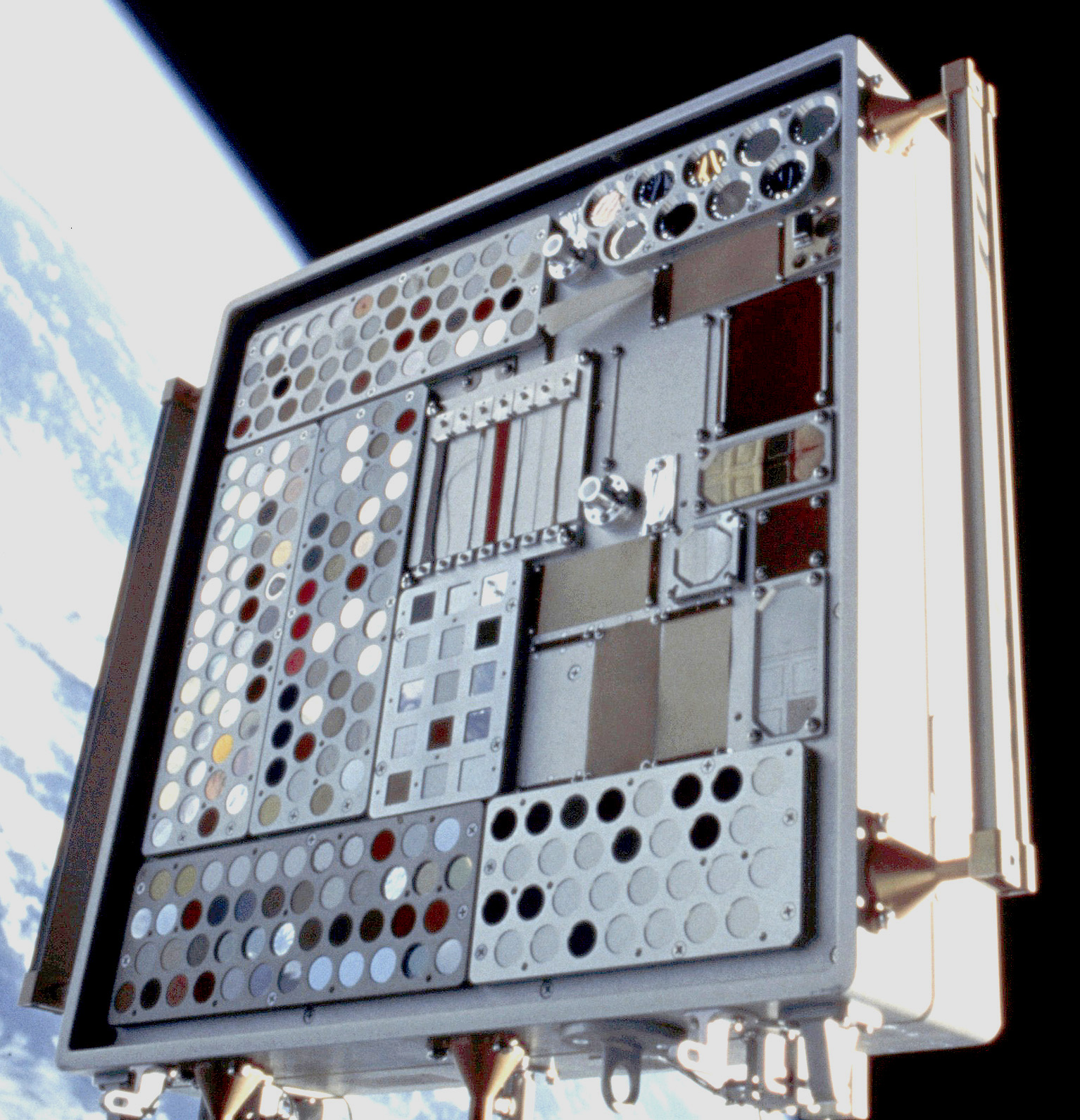
MISSE

Das Materials International Space Station Experiment (MISSE) ist ein passiver Versuchsaufbau an der Internationalen Raumstation (ISS).
Das Experiment beinhaltet viele kleine Materialproben, die in einem Behälter aufbewahrt werden. Dieser Experimentebehälter, kurz PEC genannt (Passive Experiment Container), wird mit einem Space Shuttle in den Weltraum gebracht, an der Außenhülle der ISS befestigt und dann geöffnet. Dabei werden die Proben für eine längere Zeit direkt dem Weltraum ausgesetzt (die Forscher gehen von 18 Monaten aus).
MISSE untersucht das Verhalten von Materialien auf die extreme Umgebung des Weltalls. Beschichtungen und Materialien, die im All verwendet werden sollen, müssen den Temperaturen, der (Sonnen-)Strahlung, dem atomaren Sauerstoff, sowie der Abwesenheit von Schwerkraft und Atmosphäre standhalten können. Auf der Erde durchgeführte Simulationen können nur wenige dieser Faktoren einbeziehen.
Die Ergebnisse der MISSE-Versuchsreihen liefern Grundlagenwissen, das die Entwicklung besserer und widerstandsfähigerer Materialien ermöglicht. Diese werden unter anderem für zukünftige bemannte Missionen zum Mars benötigt. Dazu muss festgestellt werden, wie die Materialien mit dem Weltraum interagieren und ob sie sich verändern.
Die ersten beiden Probenbehälter brachten Astronauten mit der STS-105-Mission im August 2001 zur ISS. Während einer Außenbordtätigkeit (EVA) wurden MISSE 1 und 2 an der Außenseite der Luftschleuse Quest befestigt. Ursprünglich sollten diese insgesamt 1.500 Materialien nur ein Jahr im Weltraum bleiben, aber der Verlust der Raumfähre Columbia und der Besatzung von STS-107 Anfang 2003 führten zu einer Verschiebung der Rückkehr der Probenbehälter. MISSE 1 und 2 konnten erst nach vier Jahren mit der STS-114-Mission zurückgebracht werden, nachdem Steven Robinson die Container im Juli 2005 während eines Ausstiegs entfernt hatte.
Um das Experiment fortzuführen, brachte STS-114-Astronaut Soichi Noguchi einen neuen Container an der Station an, der ein Jahr lang dem freien Weltraum ausgesetzt wurde. Dieser als MISSE 5 bezeichnete Behälter wurde im September 2006 von den beiden Astronauten Heide Stefanyshyn-Piper und Joseph Tanner während einer EVA abgebaut und von der STS-115-Mission zurück auf die Erde gebracht.
Anfang August 2006 installierten zwei Raumfahrer der ISS-Expedition 13 die Behälter MISSE 3 und 4 an der Außenseite der Raumstation. Die zwei PECs waren vier Wochen zuvor zusammen mit dem Deutschen Thomas Reiter an Bord von STS-121 auf der ISS eingetroffen. Reiter und sein US-Kollege Jeffrey Williams befestigten während einer EVA die zwei Experimentträger am Quest-Modul: MISSE 3 an einem der vier Tankbehälter und MISSE 4 am Ende der Luftschleuse. 40 Experimentatoren von Raumfahrtbehörden, militärischen Einrichtungen und Firmen präparierten 875 Muster von Materialien, elektronischen Bauteilen, Sensoren, Farben und Schutzbeschichtungen, die ihre Weltraumtauglichkeit unter Beweis stellen sollten. Genau ein Jahr später, am 18. August 2007, schraubten Dave Williams von STS-118 und ISS-Expedition-15-Bordingenieur Clay Anderson die zwei Experimententräger wieder ab. MISSE 3 und 4 kehrten am 21. August 2007 mit der Endeavour zur Erde zurück.
Während STS-123 an der Raumstation angedockt war, brachte Missionsspezialist Robert Behnken im März 2008 zwei neue Probenbehälter an der ISS an. MISSE 6 wurde an der Außenseite des europäischen Raumlabors Columbus installiert. Im September 2009 wurde während einer EVA bei der Mission STS-128 MISSE 6 von Danny Olivas und Nicole Stott wieder abgebaut und zur Rückkehr in der Discovery verstaut.
Das MISSE 7 Paket wurde im November 2009 bei der dritten EVA während STS-129 von Randy Bresnik und Robert Satcher am neu installierten ELC-2 angebracht.
Das MISSE-Programm wird vom Langley Research Center geleitet.